# Sofía Enriqueta de Waldeck
Sofía Enriqueta de Waldeck (Arolsen, 3 de agosto de 1662 -Erbach, 15 de octubre de 1702), fue una princesa de Waldeck por nacimiento y duquesa de Sajonia-Hildburghausen por matrimonio.

## Biografía
Sofía Enriqueta era la hija del Príncipe y Mariscal de Campo Jorge Federico de Waldeck y de su esposa, la Condesa Isabel Carlota de Nassau-Siegen (1626-1694).

### Matrimonio e hijos
Contrajo matrimonio el 30 de noviembre de 1680 en Arolsen con el Duque Ernesto de Sajonia-Hildburghausen, y amigo y camarada de su padre, con quien vivió en Arolsen hasta 1683. Una vez completado el Castillo en Hildburghausen, la pareja se trasladó ahí. Sofía Enriqueta tenía una relación muy estrecha con su hijo mayor Ernesto Federico I; concertó su matrimonio con su prima hermana una vez retirada, la Condesa Sofía Albertina de Erbach-Erbach.
1. Ernesto Federico I, Duque de Sajonia-Hildburghausen (Gotha, 21 de agosto de 1681 - Hildburghausen, 9 de marzo de 1724).
2. Sofía Carlota (Arolsen, 23 de diciembre de 1682 - Eisfeld, 20 de abril de 1684).
3. Sofía Carlota (Hildburghausen, 23 de marzo de 1685 - Hildburghausen, 4 de junio de 1710).
4. Carlos Guillermo (Arolsen, 25 de julio de 1686 - Arolsen, 2 de abril de 1687).
5. José María Federico Guillermo (Erbach, 5 de octubre de 1702 - Hildburghausen, 4 de enero de 1787).

El padre de Sofía Enriqueta murió en 1692 sin dejar herederos varones. Waldeck-Eisenberg cayó en manos de la línea de Waldeck-Wildungen; el Señorío de Culemborg en los Países Bajos fue heredado por la hermana mayor de Sofía Enriqueta, Ana Luisa (1653-1714), y después de la muerte de Ana Luisa por Ernesto Federico I, quien lo vendió a la provincia holandesa de Güeldres en 1748.
Sofía Enriqueta murió en 1702, diez días después del nacimiento de su último hijo, antes de la celebración de la boda entre Ernesto Federico y Sofía Albertina. Fue la primera persona en ser enterrada en la Cripta Real en la Iglesia del Palacio en Hildburghausen.